# 恩格爾山
47°20′9″N 7°56′38″E / 47.33583°N 7.94389°E

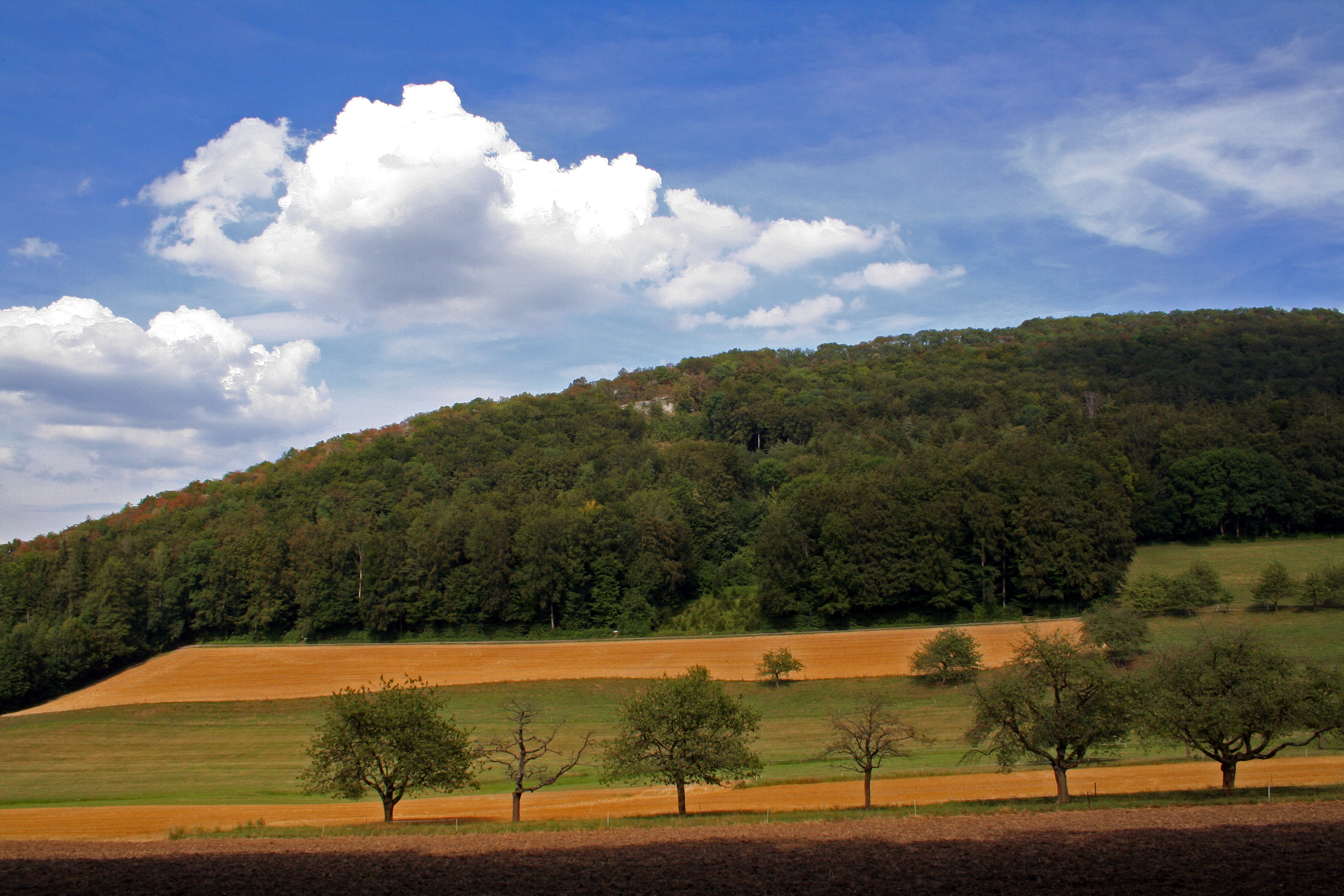

恩格爾山（德語：Engelberg）是瑞士的山峰，位於該國北部，由索洛圖恩州負責管轄，屬於汝拉山的一部分，距離博恩山4.5公里，該山峰海拔高度702米。